# Cantone di Cambrin
Il Cantone di Cambrin era una divisione amministrativa dell'arrondissement di Béthune.
È stato soppresso a seguito della riforma complessiva dei cantoni del 2014, che è entrata in vigore con le elezioni dipartimentali del 2015.
Comprendeva i comuni di:
- Annequin
- Auchy-les-Mines
- Cambrin
- Cuinchy
- Festubert
- Noyelles-lès-Vermelles
- Richebourg
- Vermelles